# Projekt Proteus
Projekt Proteus – projekt współfinansowany przez Unię Europejską z Europejskiego Funduszu Rozwoju Regionalnego w ramach Programu Operacyjnego Innowacyjna Gospodarka 2007–2013. Proteus to ultranowoczesny, zintegrowany system przeznaczony do działań antyterrorystycznych i antykryzysowych realizowany przez konsorcjum wiodących ośrodków naukowo-badawczych w Polsce. Działania służb mają wspomagać m.in. trzy wielofunkcyjne roboty, samolot bezzałogowy oraz mobilne centrum dowodzenia. System ma być w całości zintegrowany, co jest innowacją w skali światowej i stanowi poważne wyzwanie dla inżynierów pracujących przy projekcie. Realizacja projektu rozpoczęła się w 2009 roku, a jego zakończenie planowane jest na rok 2013. 

## Elementy systemu

### Mobilne Centrum Dowodzenia (MCD)
Ultranowoczesne centrum dowodzenia, zamontowane na podwoziu samochodu ciężarowego, wyposażone w szereg rozwiązań telekomunikacyjnych i informatycznych, (z wykorzystaniem technik satelitarnych). To tutaj odbywa się przetwarzane i analizowane danych nadchodzących z pozostałych elementów Proteusa, takich jak samolot bezzałogowy czy roboty.
- samochód pozwalający na rozwinięcie w rejonie akcji nowoczesnego, w pełni autonomicznego stanowiska dowodzenia;
- system ekspercki, wielokryterialnie analizujący sytuację kryzysową i przedstawiający operatorom i kierującym akcją listę możliwych scenariuszy rozwiązania problemu;
- rozwiązania informatyczne zapewniające kierującemu działaniami najlepszą możliwą ocenę sytuacji, włącznie z elementami wirtualnej rzeczywistości;
- wspomaganie podejmowania decyzji przez dostęp do zewnętrznych baz danych i systemy eksperckie ułatwiające ocenę i prognozowanie rozwoju sytuacji;
- systemy łączności i wymiany informacji zapewniające efektywną współpracę z różnych służb oraz komunikację ze stacjonarnymi stanowiskami kierowania;

W rezultacie projektowane centrum dowodzenia stanowić będzie nowoczesny mobilny rozproszony system gromadzenia i dystrybucji, stanowiący integralny element złożonego systemu, o unikalnej w skali europejskiej funkcjonalności.

### Samolot bezzałogowy
Zadaniem samolotu bezzałogowego będzie wspomaganie działań w sytuacjach kryzysowych poprzez obserwację, zbieranie danych z zagrożonych obszarów (z czujników takich jak np. w pełni innowacyjny czujnik płomieni) i przekazywanie ich do Mobilnego Centrum Dowodzenia. Dostarczone informacje usprawnią proces decyzyjny i koordynację służb zaangażowanych w akcję ratunkową. Samolot bezzałogowy (BSL) będzie jednostką częściowo autonomiczną – dzięki możliwości poruszania się po zadanej wcześniej trasie przelotu, nie będzie wymagał stałej uwagi operatora i przeszkolenia w zakresie pilotażu.

### Roboty mobilne
W ramach projektu Proteus powstają trzy roboty mobilne, każdy o różnym przeznaczeniu, mające za zadanie zastępować lub wspomagać człowieka w najbardziej niebezpiecznych zadaniach, takich jak rozpoznanie skażonego obszaru lub inspekcja trudno dostępnych miejsc. Mały Robot Mobilny (MRM) to najmniejszy z trójki robotów w systemie. Będzie wyposażony w specjalne urządzenie, które umożliwi pobranie z miejsca prowadzenia akcji próbek gleby, cieczy lub powietrza i przewiezienie ich do laboratorium w celu dalszej analizy.
Robot Mobilny Interwencyjny (RMI) to robot średni, przeznaczony do pracy w pomieszczeniach, mogący wspinać się po schodach. Będzie mógł zastępować człowieka w najbardziej niebezpiecznych zadaniach, takich jak rozbrajanie ładunków wybuchowych. Robot Mobilny o Zwiększonej Funkcjonalności (RMF) to ciężka kawaleria Proteusa. Robot ten będzie mógł podnosić i przewozić ładunki o znacznej masie i gabarytach. Duża prędkość i doskonałe właściwości jezdne umożliwią sprawne i szybkie operowanie na trudnym, nieutwardzonym podłożu. Robot będzie posiadał moduł autonomii,  który umożliwi mu m.in. ominięcie przeszkód znajdujących się na wyznaczonej trasie. Cecha ta sprawi, że operowanie tak dużym robotem stanie się jeszcze łatwiejsze. Wszystkie trzy roboty, działające w systemie, będą mogły być wyposażone w dowolnie skonfigurowany zestaw różnego rodzaju czujników wchodzących w skład systemu Proteus.

### Mobilne Centrum Operatorów Robotów
Na miejsce akcji wszystkie roboty dowiezie Mobilne Centrum Operatorów Robotów (MCOR), zamontowane na podwoziu samochodu ciężarowego. Pojazd ma być wyposażony w sprzęt do szybkiego załadunku i rozładunku robotów, przenośne lekkie konsole operatorów robotów oraz system łączności z centrum dowodzenia w ramach podstawowego stanowiska dowodzenia akcją.

### Zestawy Nasobne
Nasobne Zestawy Czujników to radiotelefony wyposażone w czujniki lokalizacyjne oraz czujniki monitorujące bezpieczeństwo osób zaangażowanych w akcję – czujnik pulsu, czujnik ruchu, czujnik temperatury i wilgotności otoczenia. Dzięki nim zarówno położenie, jak i warunki pracy ratowników będą przedstawione w formie graficznej na mapie w Mobilnym Centrum Dowodzenia, pozwalając na bezpieczne i efektywne wykorzystanie sił i środków.

### Symulator robota mobilnego
Jedną z najważniejszych funkcji symulatora będzie szkolenie operatorów robotów i przygotowanie ich do przyszłych działań operacyjnych w każdych warunkach. Ważnym zadaniem ma być również wsparcie prac projektowych i rozwojowych oraz badania symulacyjne obiektów ruchomych.
Podstawowym elementem urządzenia jest półsferyczny ekran, wspierany systemem trójkanałowej wizualizacji. Stanowisko szkoleniowe połączone jest bezpośrednio z panelem operacyjnym instruktora, monitorującego na bieżąco proces szkolenia lub testów.

## Konsorcjum Proteus
W skład konsorcjum wykonującego projekt wchodzą: Przemysłowy Instytut Automatyki i Pomiarów (PIAP), który jest pomysłodawcą i koordynatorem całego przedsięwzięcia, Centrum Badań Kosmicznych PAN, Centrum Naukowo Badawcze Ochrony Przeciwpożarowej, Instytut Technologii Materiałów Elektronicznych, Politechnika Poznańska, Politechnika Warszawska i Wojskowa Akademia Techniczna.